# ジョセフ・グッドマン
ジョセフ・トンプソン・グッドマン（英語: Joseph Thompson Goodman、1838年9月18日 - 1917年10月1日）は、アメリカ合衆国の実業家。

## 経歴
1838年、ニューヨーク州デラウェア郡のモーソンヴィレ(Masonville)で生まれた。コムストック鉱床の銀鉱発見で有名になった、ネバダ州のバージニアシティで、23歳になる前にテリトリアル・エンタープライズ紙の社主兼編集者となった。
1861年にサミュエル・ラングホーン・クレメンズ（後のマーク・トウェイン）を自分の新聞社の記者として雇い、最初の文筆の仕事を与えた人物でもある。コムストック鉱床への投資で財を成すとカリフォルニア州に移り、サン・フランシスカン紙を創刊した。トウェインが創刊号にも寄稿している。
1880年代からマヤ研究をはじめ、碑文の研究を1883年ごろから始めていたと思われる。長期暦の1（・）と5（－）の数字の代用として使われるマヤ文字の「頭字体」を発見し、1905年に『アメリカン・アンソロポロジスト』誌（American Anthropologist）に「Maya Date」と題する論文を発表。GMT対照法として知られる、西暦と長期暦の対照法のもとを作った。
1917年、カリフォルニア州アラメダで死去。